# Vlag van Middenschouwen

Vlag van Middenschouwen
(1965-1997)

De vlag van Middenschouwen is de vlag die de voormalige gemeente Middenschouwen tussen 1965 en 1997 als gemeentevlag gebruikte. De vlag werd ingesteld bij het raadsbesluit van 19 februari 1965.
De beschrijving zou kunnen luiden: 
"Een rode bovenhelft, onder verdeeld in vier banen wit en blauw, in de bovenhals drie met een groent lint samengebonden gele korenaren."
De kleuren zijn afkomstig van het gemeentewapen. De drie korenaren symboliseren de eenheid van de dorpen Ellemeet, Kerkwerve en Scharendijke, de kleur rood verbeeldt het vruchtbare land, de vier banen in blauw en wit symboliseren de wateren van Grevelingen en Oosterschelde, en tevens de vier gemeenten die werden samengevoegd tot de gemeente Middenschouwen. 
Sinds de gemeentelijke herindeling van 1 januari 1997 maakt de gemeente deel uit van de gemeente Schouwen-Duiveland waarvoor een nieuwe vlag werd ontworpen. De golvende baan is afgeleid van de vlag van Middenschouwen. 

## Verwante afbeeldingen

Het wapen van Middenschouwen
De vlag van Schouwen-Duiveland

Aardenburg 
· Arnemuiden 
· Axel 
· Baarland 
· Biervliet 
· Biggekerke 
· Borssele 
· Breskens 
· Brouwershaven 
· Bruinisse 
· Burgh 
· Domburg 
· Dreischor 
· Driewegen 
· Duiveland 
· Ellewoutsdijk 
· 's-Gravenpolder 
· Groede 
· Haamstede 
· 's-Heer Abtskerke 
· 's-Heer Arendskerke 
· Hoedekenskerke 
· Hontenisse 
· IJzendijke 
· Kloetinge 
· Kortgene 
· Koudekerke 
· Krabbendijke 
· Kruiningen 
· Mariekerke 
· Meliskerke 
· Middenschouwen 
· Nieuw- en Sint Joosland 
· Nisse 
· Noordgouwe 
· Oostburg 
· Oostkapelle 
· Oud-Vossemeer 
· Oudelande 
· Ovezande 
· Poortvliet 
· Retranchement 
· Rilland-Bath 
· Ritthem 
· Sas van Gent 
· Scherpenisse 
· Schoondijke 
· Sint-Annaland 
· Sint Jansteen 
· Sint-Maartensdijk 
· Sint Philipsland 
· Sluis 
· Sluis-Aardenburg 
· Stavenisse 
· Valkenisse 
· Vogelwaarde 
· Waarde 
· Waterlandkerkje 
· Wemeldinge 
· Westdorpe 
· Westerschouwen 
· Westkapelle 
· Wissenkerke 
· Wolphaartsdijk 
· Zaamslag 
· Zierikzee 
· Zuiddorpe 
· Zuidzande